# Alcaucín
Alcaucín is een gemeente in de Spaanse provincie Málaga in de regio Andalusië met een oppervlakte van 45 km². In 2007 telde Alcaucín 2286 inwoners.